# Pompey Mansfield
Pour les articles homonymes, voir Pompée, Pompey et Pompey (New York).
 (août 2024).
Pompey Mansfield, né au début du XVIIIe siècle et décédé à une date inconnue, est une personnalité historique afro-américaine importante de la Nouvelle-Angleterre coloniale, connue sous le titre de « roi Pompey ». Ancien esclave originaire d'Afrique de l'Ouest, il devient l'un des premiers propriétaires fonciers noirs de la région et un leader respecté de la communauté noire. 
Il incarne la résistance, la résilience et l'aspiration à la liberté des Afro-Américains sous le régime de l'esclavage. Son histoire, longtemps méconnue, est désormais mieux comprise grâce aux recherches archéologiques et historiques.

## Contexte historique
Durant les XVIIIe et XIXe siècles, une tradition se développe en Nouvelle-Angleterre puritaine : l'élection de dirigeants noirs, souvent appelés « gouverneurs noirs » ou « rois noirs », parmi les esclaves et les Noirs libres. Appuyées dès leurs origines par les hommes libres et par les « maîtres », ces élections annuelles, appelées Negro Election Day (« jour des élections Noires » en anglais), permettent aux communautés noires d'élire un fonctionnaire dont l'objectif est de servir d’intermédiaire dans les relations entre Blancs et Noirs. Ce sera surtout pour elles l'occasion d'affirmer leur droit à l'autodétermination, même sous le joug de l'esclavage. Dans ce cadre, les « maîtres » accordent à leurs esclaves un jour de congé pour profiter des festivités et se réjouir. 
Pour Lorenzo Greene, professeur d'histoire ayant travaillé aux côtés de Carter Woodson, ces élections auraient été l'occasion de rendre la communauté noire plus docile grâce à une expérience politique.  
Entre environ 1750 et 1850, la région américaine aurait compté au moins trente et un rois et gouverneurs noirs élus, dont la plupart étaient des esclaves.

## Biographie

### Origines et esclavage
D'origine princière supposée, Pompey naît en Afrique de l'Ouest au début du XVIIIe siècle. Capturé et réduit en esclavage, il est déporté vers les colonies anglaises au terme du passage du milieu. Il est vendu à Daniel Mansfield II, un drapier du Massachusetts. Pompey devient alors le sujet de cette famille.

### Émancipation et propriété foncière
À la suite du décès de Daniel Mansfield en 1758, Pompey retrouve sa liberté et commence à travailler en tant que couturier. Puis en 1762, il devient propriétaire foncier, ce qui est rare pour un ancien esclave de l'époque : il achète un demi-hectare de terrain le long de la rivière Saugus, près de Lynn, grâce à un prêt d'Isaac Hower, un autre homme noir. Cette propriété devient un lieu important pour la communauté noire, notamment lors des festivités du « Negro Election Day », où se déroulent des célébrations vivantes et joyeuses, mêlant danses, chants, et traditions ouest-africaines. Il l'aurait finalement cédée à la veuve de son donateur en 1787.

### Roi et leader communautaire
Pompey Mansfield serait le premier gouverneur noir élu du Massachusetts. Hôte du « Negro Election Day », sa maison accueille des Noirs libres et des esclaves, qui l'élisent roi chaque année pour les représenter auprès des propriétaires Blancs. Il devient à cette occasion le leader de la communauté noire de Nouvelle-Angleterre, avec un rôle de magistrat et de médiateur entre les communautés blanche et noire. Le « roi Pompey » demeure une figure estimée des « journées d'élections Noires », qui constitue alors les plus importantes de l'année pour ces populations, célébrées à travers de grandes festivités. 

## Héritage et découvertes archéologiques
La vie de Pompey Mansfield reste en grande partie méconnue, les sources historiques étant rares et souvent postérieures à sa mort. Cependant, des recherches récentes, notamment des fouilles archéologiques près de la rivière Saugus, non loin du Saugus Iron Works National Historic Site (en), ont mis au jour les fondations d'une maison que les historiens attribuent à Pompey. Ces découvertes renforcent l'idée que Pompey Mansfield a non seulement réussi à se libérer de l'esclavage, mais qu'il a également su construire une vie et un héritage durables pour lui-même et sa communauté.

## Influence sur les droits civiques
Les élections noires auxquelles Pompey Mansfield participe sont bien plus que des imitations des élections blanches : elles sont une première affirmation des droits civiques pour les Noirs. Des revendications plus larges pour les droits des Noirs suivront : 
- les années 1780 verront la province de la baie du Massachusets abolir l'institution de l'esclavage en tant que pratique légale[e], en réponse directe à la nouvelle Constitution du Massachusetts[18] ;

- le 6 décembre 1865, le treizième amendement de la Constitution des États-Unis est adopté, entérinant l'abolition de l'esclavage et la servitude involontaire aux États-Unis ;

- le 9 juillet 1868, le quatorzième amendement de la Constitution des États-Unis est ratifié, accordant la citoyenneté américaine à toute personne née ou naturalisée aux États-Unis et interdisant toute restriction à ce droit, les anciens esclaves noirs devenant de facto afro-américains ;

- le 3 février 1870, le quinzième amendement de la Constitution des États-Unis est confirmé, garantissant le droit de vote à tous les citoyens américains, dont les afro-américains font dorénavant partie.